# Windows Live FrameIt
Windows Live FrameIt es un servicio de Microsoft bajo la marca de Windows Live. Su objetivo es ampliar la funcionalidad de los marcos de fotografía digital o cualquier dispositivo RSS habilitado, permitiendo a los usuarios personalizar la entrega de contenido de varias fuentes. Los usuarios pueden utilizar FrameIt para incluir servicios de información tales como las previsiones meteorológicas y noticias, entre sus fotos digitales.
La versión beta del servicio fue lanzada el 30 de julio de 2008.

## Características
Windows Live FrameIt permite al usuario diferente de la instalación se alimenta de la web, como el contenido de cualquier fuente RSS, Facebook, Flickr o Windows Live Spaces. Los usuarios también pueden programar la fecha y hora que cierto contenido se mostrará en el marco de fotos digital.
El servicio de socios con SmugMug para mostrar contenido en sus colecciones de forma predeterminada. Los usuarios pueden poder personalizar su configuración de pantalla como el número de imágenes, orden de visualización, cuando se publican las imágenes y fecha de caducidad del contenido.
Windows Live FrameIt también permiten el contenido que se comparta entre diferentes usuarios. Los usuarios pueden tener una dirección URL personalizada que puede ser dado a los otros usuarios o aportaron material en la fotografía digital compatible de dispositivos de marco para la fuente que está siendo compartida. Si admite el dispositivo, los usuarios también pueden configurar una contraseña para proteger la privacidad de sus fotos.